# Luka Pavićević
Luka Pavićević (serbisch-kyrillisch Лука Павићевић; * 17. Juni 1968 in Titograd, SR Montenegro) ist ein montenegrinischer Basketballtrainer und ehemaliger -spieler. Als Spieler gewann Pavićević dreimal den Europapokal der Landesmeister sowie vier nationale Meisterschaften in Jugoslawien und eine in Finnland. Als Trainer wurde er mit Alba Berlin einmal deutscher Meister und konnte mit diesem Verein auch einmal das Finale des zweithöchsten europäischen Vereinswettbewerb ULEB Eurocup erreichen. Neben serbischen Nachwuchs-Auswahlmannschaften, mit denen er unter anderem bei der Universiade 2011 den Titel gewann, trainierte er mehr als zwei Jahre die montenegrinische Herren-Auswahl. Aktuell ist Pavićević Vereinstrainer des japanischen Teams Sun Rockers Shibuya.

## Karriere
In seiner aktiven Zeit als Spieler war Pavićević Spielmacher jener legendären Mannschaft von Jugoplastika Split, die zwischen 1989 und 1991 dreimal den Europapokal der Landesmeister gewinnen konnte. Zu diesem Team gehörte unter anderem auch der spätere NBA-Star Toni Kukoč.
Von 2007 bis 2011 trainierte er den mehrfachen deutschen Meister Alba Berlin, mit dem er bereits im ersten Jahr seiner Tätigkeit die deutsche Meisterschaft 2008 feiern konnte und damit diesen Titel erstmals nach fünf Jahren nach Berlin zurückholte. Zugleich war der Gewinn der deutschen Meisterschaft mit Alba Berlin sein erster Titel als Vereinstrainer. Ein Jahr später gewann Pavićević mit Alba auch den deutschen Pokalwettbewerb 2009, verlor aber in der Basketball-Bundesliga 2008/09 die Play-off-Halbfinalserie knapp gegen den Pokalfinalisten Telekom Baskets Bonn. Nachdem Alba im höchstrangigen europäischen Vereinswettbewerb EuroLeague 2008/09 erstmals seit Einführung dieses Wettbewerbs im Jahr 2000 die Zwischenrunde der 16 besten Mannschaften erreicht hatte, zog man im Eurocup 2009/10 sogar bis in das Finalspiel ein, das jedoch deutlich gegen Power Electronics Valencia verloren ging. Nachdem die Profimannschaft in jener Saison jedoch keinen nationalen Titel gewonnen hatte, stagnierte die Mannschaft auch in der Basketball-Bundesliga 2010/11 und kassierte vor dem Jahreswechsel beim amtierenden deutschen Meister Brose Baskets die höchste Niederlage seiner Erstliga-Geschichte mit 52:103 und 51 Punkten Unterschied. Gut vier Wochen später am 21. Januar 2011 beurlaubte ihn Alba Berlin von seiner Funktion als Cheftrainer.
Im folgenden Sommer 2011 trainierte Pavićević zunächst die serbischen Studentenauswahl zum Titelgewinn bei der Sommer-Universiade 2011 in Shenzhen, bevor er im November 2011 Trainer von Chorale Roanne in der französischen LNB Pro A wurde. Einen Monat später übernahm er zudem zum Jahresende den vakanten Posten als Nationaltrainer der montenegrinischen Auswahl der Herren. Mit der Nationalmannschaft konnte sich Pavićević souverän für das Endrundenturnier der Europameisterschaft 2013 qualifizieren, bei dem man jedoch erneut bereits nach der Vorrunde ausschied. Chorale Roanne hatte Pavićević zunächst zweimal in die Play-offs um die französische Meisterschaft geführt, in denen man jedoch jeweils in der ersten Runde ausschied. In der LNB Pro A 2013/14 belegte er mit der Mannschaft nach nur sechs Saisonsiegen den vorletzten Tabellenplatz, was den Abstieg in die Spielklasse LNB Pro B bedeutete. Nachdem Pavićević auch in der EM-Qualifikation im Sommer 2014 mit Montenegro überraschend gescheitert war, musste er neben seinem Posten als Vereinstrainer auch den als Nationaltrainer räumen.
Ende November 2015 übernahm Pavićević den Posten als Cheftrainer des montenegrinischen Double-Gewinners und Serienmeisters KK Budućnost in seiner Geburtsstadt Podgorica von seinem Vorgänger Igor Jovović. Zwar konnte Pavićević das Ausscheiden nach der ersten Gruppenphase des Eurocup 2015/16 nicht verhindern, doch verteidigte er den Titel im nationalen Pokalwettbewerb 2016. In der supranationalen ABA-Liga 2015/16 zog die Mannschaft nach nur drei Niederlagen sogar als Hauptrundenerster noch vor Titelverteidiger und Euroligist KK Roter Stern Belgrad in die Play-offs ein. Hier verlor man jedoch in der Halbfinalserie glatt in zwei Spielen gegen Außenseiter Mega Leks, worauf Pavićević’ mit sofortiger Wirkung wieder gelöst wurde.
Im Juni 2017 wurde Pavićević Head Coach von Alvark Tokyo, eine Mannschaft in der japanischen B.League. Mit ihm als Head Coach holte Alvark Tokyo zweimal den Meistertitel in der japanischen B.League (2017/18, 2018/19). Im Jahr 2022 trennten sich die Wege des Clubs und Pavićević wieder.
Im Juni 2023 schloss sich Pavićević den Sun Rockers Shibuya, ebenfalls eine Mannschaft aus der japanischen B.League, an.

## Erfolge als Spieler
- 1986 Junioren-Europameister mit Jugoslawien
- 1987 Junioren-Weltmeister mit Jugoslawien
- 1988 Jugoslawischer Meister mit Jugoplastika Split
- 1989 Jugoslawischer Meister und Europaliga-Champion mit Jugoplastika Split
- 1990 Jugoslawischer Meister, Pokalsieger und Europaliga-Champion mit Jugoplastika Split
- 1991 Jugoslawischer Meister, Pokalsieger und Europaliga-Champion mit POP 84 Split
- 1997 Jugoslawischer Pokalsieger mit FMP Železnik
- 2001 Finnischer Meister mit Espoon Honka

## Erfolge als Trainer
- 2005 EM-Bronze mit der U20 von Serbien und Montenegro
- 2005/06 Halbfinale ULEB Cup und ABA-Liga sowie Pokalfinale Serbien mit KK Hemofarm
- 2006/07 Halbfinale Griechenland mit Panionios Athen, Teilnahme an EuroCup und Allstar Game
- 2008 Deutscher Meister mit Alba Berlin und Trainer des BBL Allstar Game
- 2009 Deutscher Pokalsieger mit Alba Berlin, Teilnahme am Top 16 der EuroLeague
- 2010 Finalist Eurocup
- 2011 Universiade Shenzhen Goldmedaille mit Serbien
- 2016 Montenegrinischer Pokalsieger mit KK Budućnost
- 2017/18 Japanischer Meister in der B.League mit Alvark Tokyo
- 2018/19 Japanischer Meister in der B.League mit Alvark Tokyo